# Basin (Montana)
Basin – jednostka osadnicza w Stanach Zjednoczonych, w stanie Montana, w hrabstwie Jefferson.